# Columbia Journalism Review

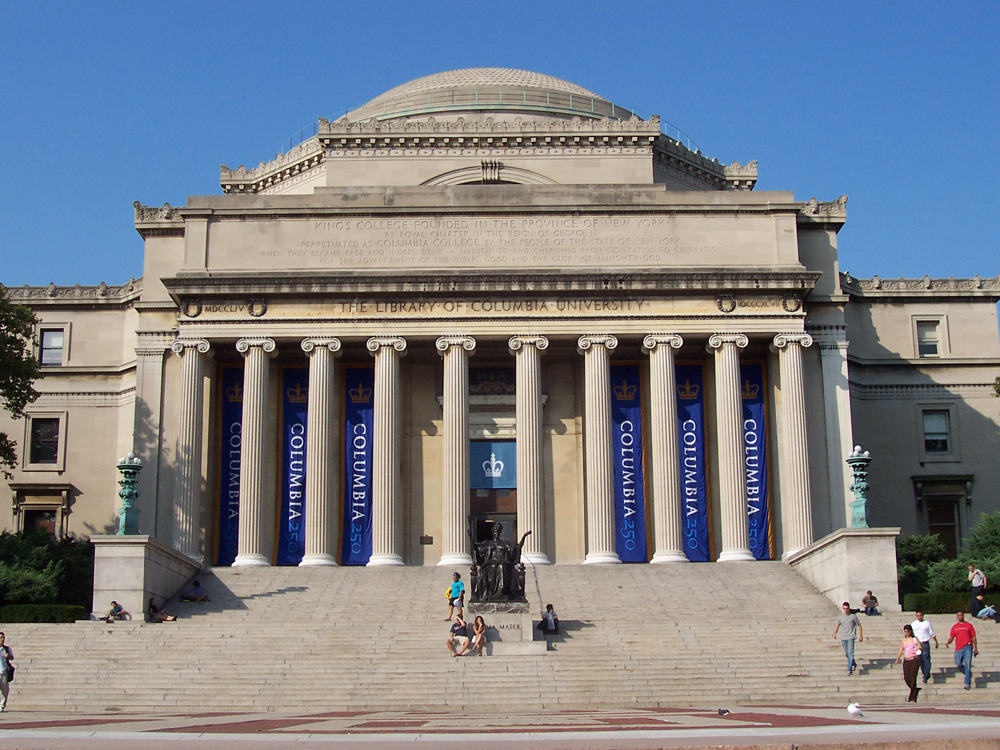
Campus de la Universitat de Colúmbia, Nova York (Estats Units)

Columbia Journalism Review és una revista periodística estatunidenca en anglès de la Facultat de periodisme de la Universitat de Colúmbia (Nova York, Estats Units), creada el 1961. Originalment bimensual, en 2015 va baixar la seva periodicitat a semianual. L'actual president de la revista és Steve Coll, degà de l'escola de periodisme de Columbia, i l'editor en cap és Steve Adler, que també ho és de Reuters.
La revista es dedica a fer reportatges i anàlisis sobre tendències del món dels mitjans de comunicació, de l'ètica periodística i dels processos a l'hora de crear continguts informatius. Aquest tipus de continguts responen a la necessitat d'assegurar que "el periodisme ha canviat d'una manera com res que haviem vist mai", de manera que el procés "és fascinant i estimulant, però també estressant i confús".